# ネッド・アイゼンバーグ
ネッド・アイゼンバーグ（Ned Eisenberg , 1957年1月13日 - 2022年2月27日）は、アメリカ合衆国の俳優。
LAW & ORDER、LAW & ORDER:性犯罪特捜班シリーズに出演している。

## 出演作品
- ザ・ナイト・オブ
- LAW & ORDER： 性犯罪特捜班 シーズン19
- LAW & ORDER： 性犯罪特捜班 シーズン17
- LAW & ORDER： 性犯罪特捜班 シーズン14
- ホワイトカラー シーズン4
- パーソン・オブ・インタレスト　犯罪予知ユニット シーズン2
- ウォント・バック・ダウン -ママたちの学校戦争- Won't Back Down (2012)
- LAW & ORDER： 性犯罪特捜班 シーズン13
- ブルーブラッド シーズン2
- キャシーのbig C　いま私にできること シーズン2
- リミットレス
- LAW & ORDER： 性犯罪特捜班 シーズン12
- LAW & ORDER： 性犯罪特捜班 シーズン11
- LAW & ORDER　ロー＆オーダー シーズン20
- LAW & ORDER　ロー＆オーダー シーズン19
- LAW & ORDER： 性犯罪特捜班 シーズン10
- ニュー・アムステルダム
- LAW & ORDER　ロー＆オーダー シーズン18
- LAW & ORDER　クリミナル・インテント シーズン6
- LAW & ORDER： 性犯罪特捜班 シーズン8
- 父親たちの星条旗
- LAW & ORDER： 性犯罪特捜班 シーズン7
- LAW & ORDER： 性犯罪特捜班 シーズン6
- ミリオンダラー・ベイビー（サリー・メンドーサ）
- ヒップホップ・プレジデント
- NYPD BLUE　～ニューヨーク市警15分署 シーズン10
- LAW & ORDER　ロー＆オーダー シーズン13
- LAW & ORDER　クリミナル・インテント シーズン2
- LAW & ORDER： 性犯罪特捜班 シーズン4
- LAW & ORDER： 性犯罪特捜班 シーズン3
- LAW & ORDER　ロー＆オーダー シーズン11
- LAW & ORDER： 性犯罪特捜班 シーズン2
- LAW & ORDER　ロー＆オーダー シーズン10
- 三十年の愛　ハメット＆ヘルマン
- ザ・ソプラノズ／哀愁のマフィア 第1シーズン
- ロー・アンド・オーダー／切り裂かれた死体
- ワールド・トレードセンター爆破事件の真相
- LAW & ORDER　ロー＆オーダー シーズン7
- ラストマン・スタンディング
- 魔性
- マイアミ・バイス シーズン5
- マイアミ・バイス4
- 特捜刑事マイアミ・バイス シーズン2
- ドライブアカデミー／全員免停
- 特捜刑事マイアミ・バイス シーズン1
- バーニング（エディ）